# Community policing
Community policing (policejní služba veřejnosti) a neighbourhood policing (neighbourhood = sousedství) je strategie a filosofie policejní práce založená na přesvědčení, že součinnost a podpora veřejnosti může přispět ke kontrole nad kriminalitou. Veřejnost může pomoci identifikovat to, co je podezřelé, a nasměrovat pozornost policie na existující problémy.

## Strategie
Při využívání strategie community policing jsou policisté a policejní útvary chápáni jako součást veřejnosti. Města a země, které přijaly tuto filosofii, směřují více než tradiční policejní útvary k pojetí policejní práce jako služby veřejnosti. Community policing většinou spočívá spíše v důrazu na pěší obchůzkovou činnost, než na to, aby policisté kontrolovali lokality tím, že je objíždějí v autech. Základní ideou je vybudovat důvěru a pocit vzájemnosti mezi policií a veřejností.
Tento přístup vyžaduje, aby policisté byli vstřícní, nestranní a vnímaví k zájmům a problémům ostatních; je také známý jako nová forma policejní práce. I když policisté nesouhlasí s názorem stěžovatele (oznamovatele), měli by se pokusit porozumět jeho problému. Policie by měla dát najevo empatii a účast, ale rozhodně ne naučeným, automatickým způsobem. Policie se také musí zdokonalit v plánování, řešení problémů, organizaci, interpersonální komunikaci a co je nejdůležitější – v kritickém myšlení.
Podstatou proměny policie ve službu veřejnosti je otázka, jak může policie rozpoznat, co je skutečně vysoce kvalitní servis a jak ho následně poskytovat veřejnosti. V minulosti policie vždy pouze reagovala na konkrétní problémy, a to navíc dost nepromyšleným způsobem, a nevěnovala téměř žádnou pozornost aktivnímu přístupu. Pro to, aby byla dnes policejní práce skutečně účinná, je potřeba:
1. brát vážně potřeby veřejnosti
2. zohlednit tyto potřeby v policejních opatřeních a programech, které se následně na veřejnost zaměřují

A právě v tomto smyslu se policie stává více vnímavá vůči potřebám veřejnosti a dokáže také lépe porozumět tomu, jaký má jejich práce dopad na společnost.
Říká se, že tuto filosofii vytvořil Tom Potter, bývalý policejní ředitel v Portlandu v Oregonu, v době, kdy ještě jako mladý policista vykonával obchůzkovou činnost. Jiné legendy mluví o tom, ze to byl Sir Robert Peel, kdo přišel s devíti zásadami, na kterých stojí moderní policejní práce.